# Parafia Ewangelicko-Augsburska w Poznaniu

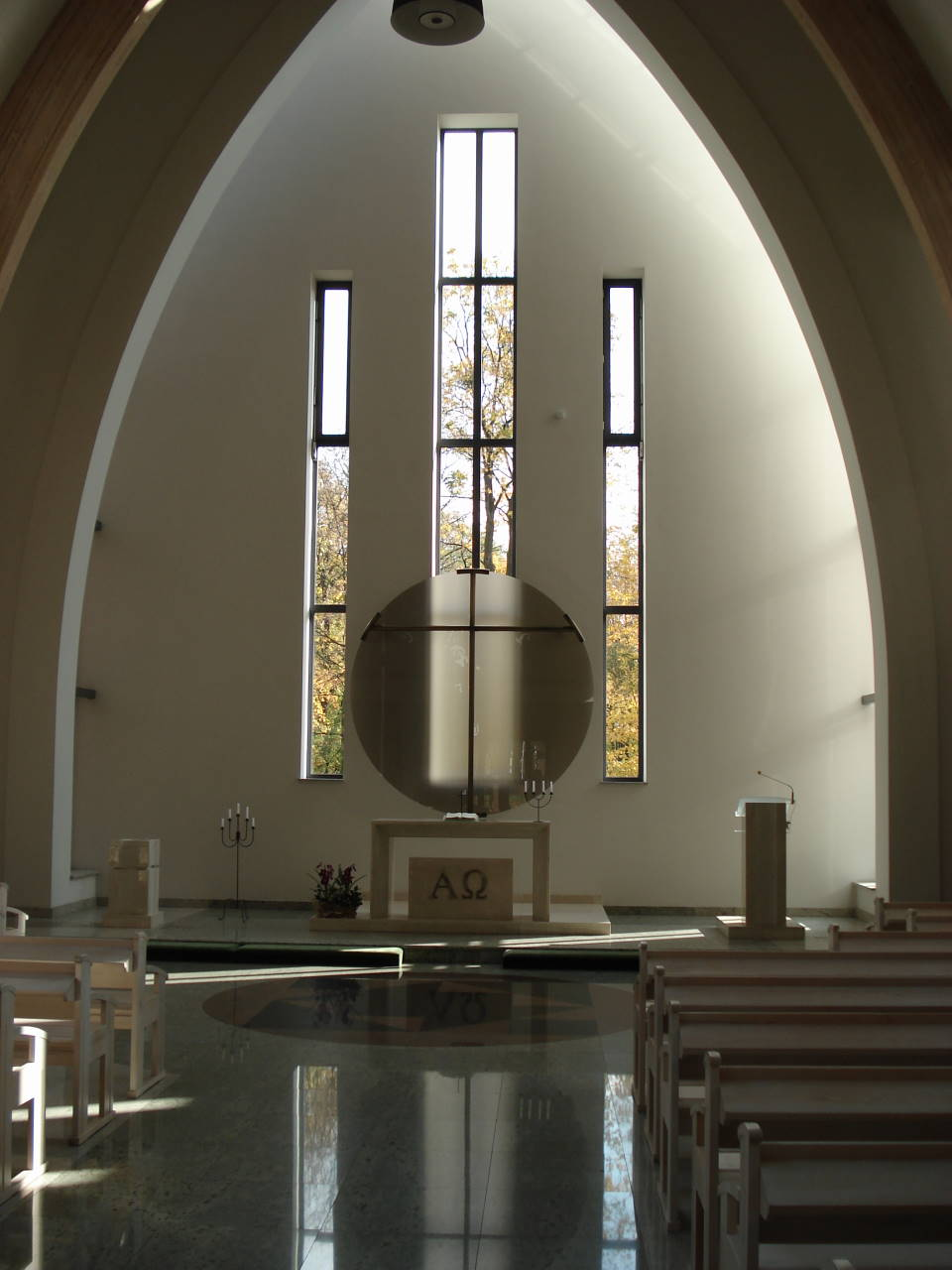
Wnętrze kościoła Łaski Bożej w Poznaniu

Parafia Ewangelicko-Augsburska w Poznaniu, należąca diecezji pomorsko-wielkopolskiej Kościoła Ewangelicko-Augsburskiego, została założona w 1920 r., lecz ma tradycje sięgające XVI w. Mieści się na osiedlu administracyjnym Grunwald Południe, przy ul. Obozowej 5. W 2018 liczyła 341 wiernych.

## Od XVI do pocz. XX w.
Wpływy reformacji w Poznaniu można dostrzec już około 1520 r. Pod protektoratem magnackiej rodziny Górków, w latach 30. i 40. XVI w. działali tu tak wybitni działacze reformacyjni, jak teolog i humanista Krzysztof Hegendorfer, teolog ks. Andrzej Samuel oraz pisarz i wydawca literatury religijnej Jan Seklucjan. Wojewoda Łukasz Górka w 1563 r. udostępnił na nabożeństwa własny pałac, w którym oficjalnie powstała polska parafia luterańska, a w 1564 r. parafia niemiecka, skupiająca większość wyznawców. Parokrotnie odbywały się tu ogólnokrajowe synody. Po śmierci ostatniego z rodu Stanisława Górki w 1592 r. ewangelicy utracili miejsce nabożeństw w mieście, początkowo musieli korzystać z kostnicy na cmentarzu, jednak wkrótce – za zgodą władz miejskich i biskupa poznańskiego – zbudowali na przedmieściu drewnianą kaplicę (lub dwie – polską i niemiecką), szkołę, szpital (dom opieki) i mieszkania dla duchownych, obok już istniejącego cmentarza na Górze Czerwowskiej, przy drodze na Wronki (za Wzgórzem Św. Wojciecha). Najsłynniejszym działającym tam polskim duchownym był ks. Samuel Dambrowski. Po kilkakrotnych napaściach i doszczętnym zniszczeniu budynków w 1616 r. przez tłumy podburzone przez jezuitów, ewangelicy utracili miejsca nabożeństw, bowiem w tym samym czasie zniszczono też pobliskie budynki należące do braci czeskich, działających w Poznaniu od 1548 r. Wkrótce pojawił się zakaz publicznego sprawowania funkcji religijnych, a protestanci, stanowiący kilkanaście procent ludności, utracili możliwość piastowania godności we władzach miasta. Część wiernych opuściła Poznań, udając się m.in. do Torunia i Leszna. Reformowani podążali do kościoła w Skokach lub do Leszna. Pozostał jedynie cmentarz, początkowo nieogrodzony, a na miejscu świątyni braci czeskich wzniesiono kościół i klasztor karmelitów bosych. Z czasem nabożeństwa luterańskie przeniesiono do Swarzędza, gdzie odbywały się one w dwóch wykupionych i przystosowanych do tego celu mieszkaniach. Zjeżdżali się tam ewangelicy nie tylko z Poznania i Swarzędza ale również z okolicznych miast wielkopolskich (Pobiedziska, Murowana Goślina). Polskie nabożeństwa przetrwały tam do czasów potopu szwedzkiego. Później odprawiano już tylko niemieckie, co zapewniało uczestnikom względny spokój i mniej oskarżeń o antykatolicką propagandę. Pod koniec XVIII wieku rozpoczęto budowę murowanego kościoła ewangelickiego w Swarzędzu, który stanął na dzisiejszym Placu Niezłomnych. Budowę ostatecznie ukończono w 1836 roku dzięki wsparciu króla pruskiego Fryderyka Wilhelma III. W 1866 dobudowano do kościoła wieżę. Zbór ewangelicki istniał w Swarzędzu aż do końca II wojny światowej.
W Poznaniu pozwolono na wznowienie kultu publicznego dopiero po 1768 r. i w 1896 r. poświęcono luterański kościół Świętego Krzyża na Grobli. Nabożeństwa polskie do 1860 r. odprawiali ewangelicy reformowani, potomkowie Braci Czeskich (w XIX w. w nowo wzniesionym kościele św. Piotra). Zdarzały się wśród nich jednostki wybitne, jak poeta Piotr Dahlman, czy działacz społeczny i polityczny Gustaw Potworowski. Nawet późniejsze statystyki wykazywały istnienie w Poznaniu protestantów narodowości polskiej, nie tworzyli oni jednak zwartego środowiska, a władze pruskiego Kościoła Unijnego nie uważały za potrzebne zaspokajanie potrzeb religijnych w ich rodzimym języku. Liczba kościołów i kaplic na dzisiejszym obszarze miasta sięgnęła z czasem 10.

## Czasy II Rzeczypospolitej
Po odzyskaniu niepodległości, 22 października 1919 r. Polacy ewangelicy przybyli z różnych stron kraju zorganizowali jako swoją reprezentację narodowo-religijną Polskie Towarzystwo Ewangelickie. Podjęto starania o nabożeństwa w języku polskim, pierwsze odprawił ks. Karol Kotula w Wielkanoc, 4 kwietnia 1920 r. w wynajętym kościele staroluterskim przy ul. Ogrodowej. Odtąd miało to być ich stałe miejsce, dzielone z miejscową parafią niemiecką, aż do 3 września 1939 r. Pierwszym duszpasterzem polskiego zboru, który zgłosił akces do Kościoła Ewangelicko-Augsburskiego z władzami w Warszawie (na czele stał ks. bp Juliusz Bursche), w tym samym roku został kapelan wojskowy ks. Józef Mamica (1920-1923), dzięki którego aktywności powstały kolejne parafie o polskim charakterze narodowym, w Toruniu (1921) i w Bydgoszczy (1922). Jego następcą w latach 1923–1924 był ks. Karol Kotula. W wyniku wyborów, w 1924 r. proboszczem został ks. Gustaw Manitius ze Zduńskiej Woli, który pozostał na tym stanowisku przez cały okres II Rzeczypospolitej. Dzięki jego zaangażowaniu nastąpił wszechstronny rozwój, czemu sprzyjała również żywa działalność świeckich członków, skupionych w PTE, Kole Pań, od 1922 r. w Stowarzyszeniu Polskiej Młodzieży Ewangelickiej (SPME), w 1926 r. przekształconym w prężne Stowarzyszenie Polskiej Akademickiej Młodzieży Ewangelickiej (SPAME). Oprócz działalności miejscowej, starano się nieść pomoc w uświadomieniu narodowym polskiej ludności ewangelickiej na południu Wielkopolski, w rejonie Kępna, Odolanowa i Ostrzeszowa. Równoprawnymi członkami Polskiego Zboru Ewangelicko-Augsburskiego są od początku pozostający w mniejszości ewangelicy reformowani, okresowo odwiedzani przez swoich duszpasterzy. W 1926 r. zorganizowano filialny zbór w Lesznie. Stosunki z poznańskim Kościołem Unijnym, na którego czele pozostawał ks. Paul Blau, ze względów narodowościowych pozostawały chłodne, niemożliwe okazało się porozumienie w sprawie udostępnienia którejś z jego świątyń na polskie nabożeństwa ewangelicko-augsburskie (choć pod wpływem chwili, w latach 1921-1925 wprowadzono nabożeństwa w języku polskim w reprezentacyjnym kościele św. Pawła). Po konflikcie o gmach bursy Paulinum, w 1928 r. PTE uzyskało jako rekompensatę od strony niemieckiej kamienicę przy ul. Kossaka 9 (zbór nie miał jeszcze osobowości prawnej, zatem formalnie nie mógł być tu stroną), odtąd aż do 2002 r. mieszcząca mieszkanie duchownego i lokal parafialny. Od końca lat 20. ks. Manitius pełnił obowiązki seniora nowo powstającej diecezji poznańsko-pomorskiej, współdziałając m.in. w zakładaniu parafii w Gdyni w 1931 r. Od 1935 r. w pracy parafialnej uczestniczył również nowy kapelan wojskowy, ks. Karol Świtalski. Do osób wyróżniających się aktywnością należeli m.in. profesor gimnazjum Edward Hauptmann, handlowiec Gustaw Estereich, przemysłowiec Artur Gaede, wyżsi urzędnicy państwowi – dr Jerzy Nikodem i Jan Pończa, dr medycyny Edmund Moenke, profesorowie Uniwersytetu Poznańskiego – Jan Stanisław Bystroń, Julian Flatau, Karol Jonscher, Bolesław Namysłowski.
Po wejściu w życie dekretu o stosunku Państwa do Kościoła Ewangelicko-Augsburskiego w RP z 1936 r., w roku 1937 zbór uzyskał osobowość prawną jako parafia, zaś diecezja zmieniła nazwę na diecezję wielkopolską. Okupacja hitlerowska spowodowała w 1939 r. całkowitą likwidację polskiej parafii, ks. senior Gustaw Manitius został aresztowany i zamordowany w Forcie VII, majątek został skonfiskowany, ludzie się rozproszyli. Niektórzy parafianie padli ofiarą wojny, tak w kraju, jak na wschodzie i na zachodzie.

## Okres współczesny
Po wyzwoleniu Poznania spod okupacji pierwsze nabożeństwo domowe odprawił ks. Karol Świtalski 30 marca 1945 r. Już w kwietniu podjęło na nowo działalność PTE, zaś od 1946 r., aż do wydania zakazu przez władze PRL w 1950 r., było aktywne SPAME. Ponieważ wszystkie ewangelickie świątynie w mieście zostały zajęte lub zniszczone, warunki lokalowe parafii, obejmującej całą zachodnią część województwa, od Rawicza po Trzciankę były bardzo ciężkie. Dopiero 5 marca 1946 r. władze miejskie przyznały kaplicę cmentarną przy ul. Grunwaldzkiej. Miała być prowizorycznym schronieniem, ale służyła nieprzerwanie do 2003 r., wobec niemożności odzyskania którejkolwiek z zajętych świątyń oraz braku zgody na wzniesienia nowej. Udało się jednak uzyskać wydzielenie ewangelickiej kwatery na komunalnym cmentarzu Miłostowo. Natomiast kościół ewangelicki w Swarzędzu od 1945 roku pozostawał nieużywany mimo wysiłków zarówno ze strony ewangelickiej jak i katolickiej, aby przeznaczyć go ponownie na cele religijne. Powojenne władze pierwotnie planowały przeznaczyć świątynię na szkołę lub dom kultury, ostatecznie jednak w 1950 roku kościół ewangelicki w Swarzędzu został rozebrany (dziś na Placu Niezłomnych istnieje ekspozycja ukazująca fragment podziemi kościoła wraz z tablicą informacyjną). Zdewastowany cmentarz ewangelicki w Swarzędzu przy ulicy Piaski przekształcono zaś w park miejski. W 1998 roku ustawiono w parku głaz wraz z tablicą pamiątkową informującą o dawnych mieszkańcach Swarzędza wyznania ewangelicko-augsburskiego pochowanych w tym miejscu.
Wielkie zasługi w okresie odbudowy parafii położyli kolejni kuratorzy rady parafialnej, prof. Jerzy Suszko i mistrz piekarski Paweł Rymorz, później m.in. prof. Paweł Gettel. W 1946 r. wznowiono pracę duszpasterską w Lesznie. W związku z powojennym niedostatkiem duchownych, ks. Świtalski współdziałał w organizacji nowych polskich parafii w Gorzowie Wielkopolskim i w Szczecinie. Na przełomie 1948/1949 r. funkcję administratora pełnił ks. senior Ryszard Trenkler z Torunia. W latach 1949–1959 proboszczem był ks. Włodzimierz Missol, w tym czasie wznowiono odprawianie nabożeństw w Gnieźnie i odzyskano kaplicę w Chodzieży. Po nim jako wikariusz pracował ks. Alfred Neumann, w tym czasie z parafią związał się znany poeta Wojciech Bąk. Kolejny duchowny, ks. Jan Walter (1962-1980) doprowadził do ożywienia życia religijnego, rozwoju pracy młodzieżowej i nawiązania krajowych i zagranicznych kontaktów ekumenicznych. W 1965 r. zmodernizowano wnętrze kaplicy.
Od roku 1980 aż do swojej śmierci w roku 2012 stanowisko proboszcza poznańskiej parafii piastował ks. Tadeusz Raszyk, w latach 1986-1992 również senior diecezji pomorsko-wielkopolskiej. W 1983 r. działalność PTE uzyskała wymiar ogólnopolski. Wobec dalszego blokowania przez władze państwowe budowy lub rozbudowy kaplicy, w 1993 r. ponownie zostało zmodernizowane wnętrze. Dzięki przemianom politycznym w kraju po 1990 r. dzięki aktywności duchownego i rady parafialnej, udało się odzyskać teren dawnego cmentarza wokół kaplicy, który w 2000 r. nazwano Parkiem Manitiusa. W 2002 r. odsłonięto tam głaz pamiątkowy ku czci przedwojennego duszpasterza. Na przyległym obszarze przy ul. Obozowej w latach 2001-2004 został wybudowany kościół Łaski Bożej wraz z centrum parafialnym, dzięki czemu powstały korzystne warunki lokalowe dla dalszej działalności. Obok kościoła w 2007 r. została odsłonięta tablica upamiętniająca ks. Samuela Dambrowskiego.
Do parafii poznańskiej należą dwa filiały, w Gnieźnie i we Wrześni. W 1999 r. od Poznania usamodzielniła się nowo powstała parafia w Pile, a w 2002 r. w Lesznie. Wikariuszami ks. Tadeusza Raszyka w parafii poznańskiej byli księża, obecnie piastujący samodzielne stanowiska: Marek Loskot (dziś Bydgoszcz), Tomasz Wola (Piła), Sławomir Janusz Sikora (Szczecin) i Waldemar Gabryś (Leszno).
Oprócz nabożeństw, odbywają się godziny biblijne, szkółka niedzielna dla dzieci i nauczanie religii, zebrania młodzieżowe i emerytów, działa chór i stacja diakonijna, organizowane są koncerty muzyczne i wystawy plastyki współczesnej. Istnieje też Oddział Poznański Polskiego Towarzystwa Ewangelickiego – dziś PTEw (w Poznaniu mieści się siedziba redakcji ogólnopolskiego czasopisma PTEw „Słowo i Myśl. Przegląd Ewangelicki”, ISSN 0860-8482).
Po śmierci ks. Tadeusza Raszyka tymczasowym administratorem parafii został z urzędu biskup diecezji ks. prof. Marcin Hintz.
Dnia 3 lutego 2013 Wyborcze Zgromadzenie Parafialne Parafii Ewangelicko-Augsburskiej Łaski Bożej w Poznaniu, pod przewodnictwem ks. bpa prof. Marcin Hintza wybrało na swojego proboszcza ks. Marcina Kotasa, dotychczasowego proboszcza-administratora Parafii Ewangelicko-Augsburskiej Wniebowstąpienia Pańskiego w Warszawie. W dniu 15 marca 2013 wybór ks. Kotasa został zatwierdzony przez konsystorz Kościoła. Uroczystość wprowadzenia ks. Marcina Kotasa w urząd proboszcza odbyła się w dniu 27 kwietnia 2013 r.
W kwaterze ewangelickiej cmentarza Miłostowo (pole 3, kwatera PD) znajdują się zarówno groby parafian, w tym niektóre przeniesione z innych cmentarzy, likwidowanych po 1945 r., ale też miejsca spoczynku osób innych wyznań. Spoczywają tu m.in.: Zdzisław Eichler, Paweł Gettel, Egon Naganowski, Cezary Szyszko, są symboliczne miejsca spoczynku Jerzego Szanca, żołnierza AK, zamordowanego przez Gestapo w Radomiu w 1944 r. i pięciorga członków rodziny Moenke (Menke), ofiar II wojny światowej na Wschodzie i na Zachodzie.

## Galeria

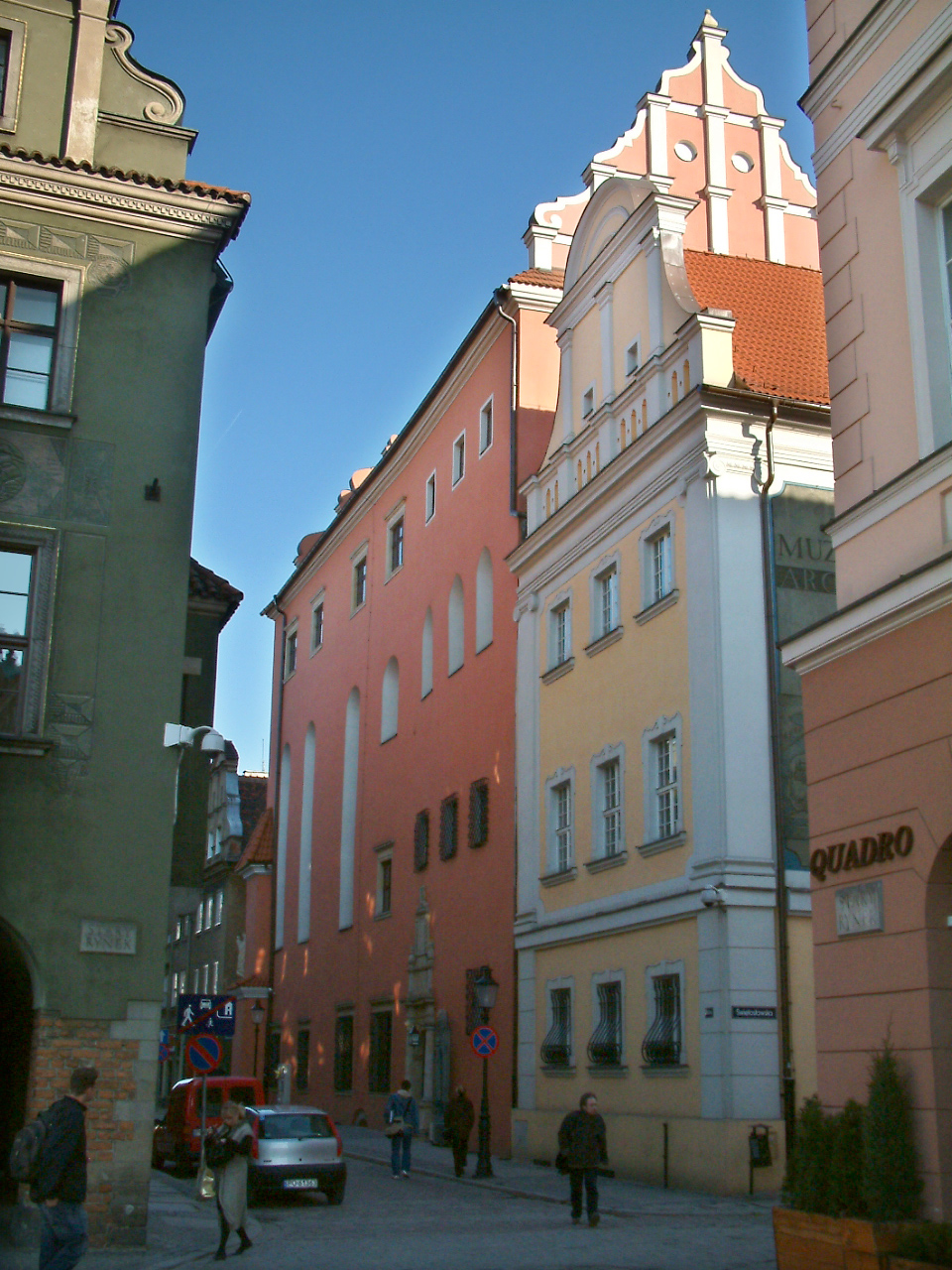
Pałac Górków, obecnie Muzeum Archeologiczne
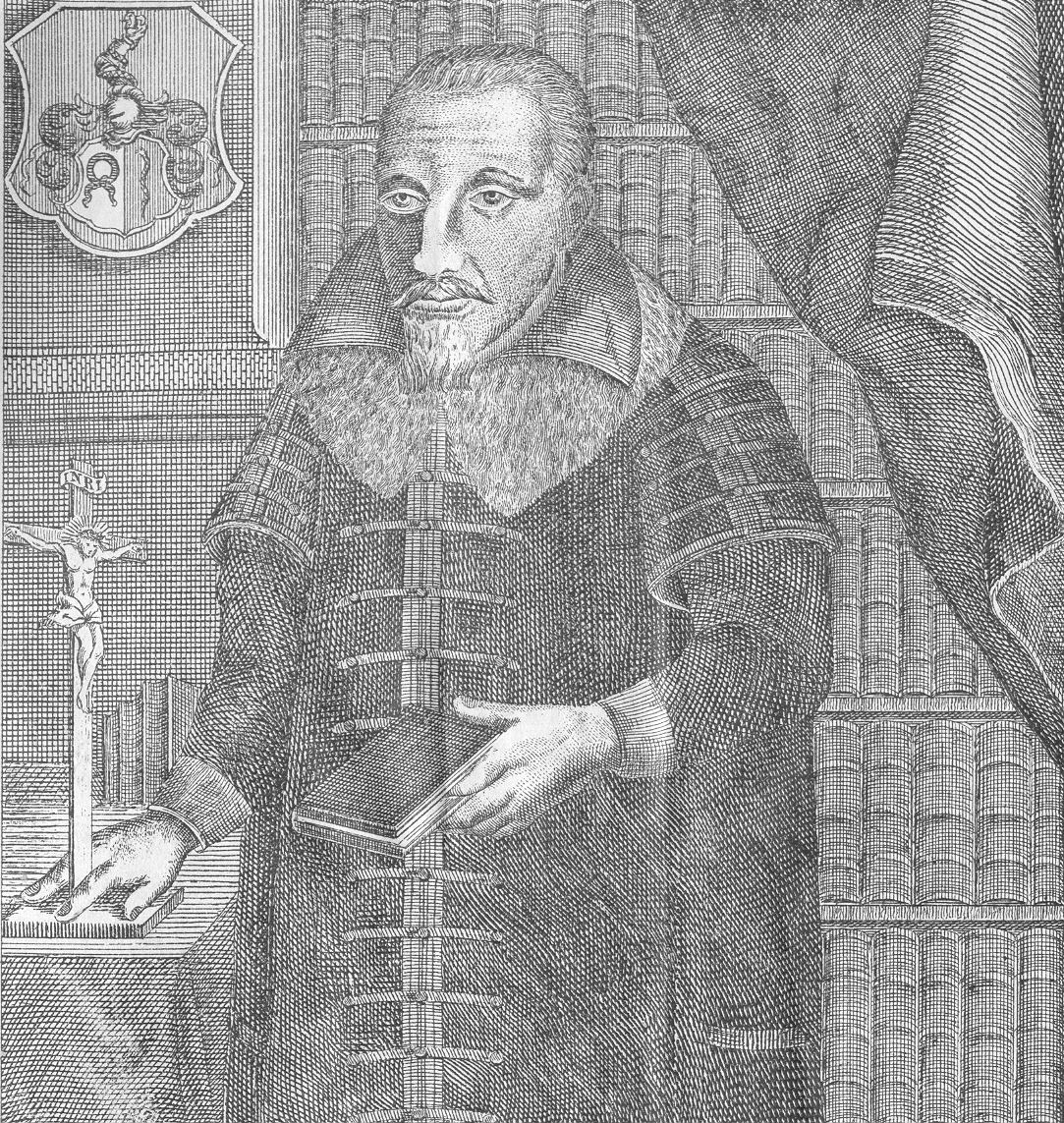
Ks. Samuel Dambrowski
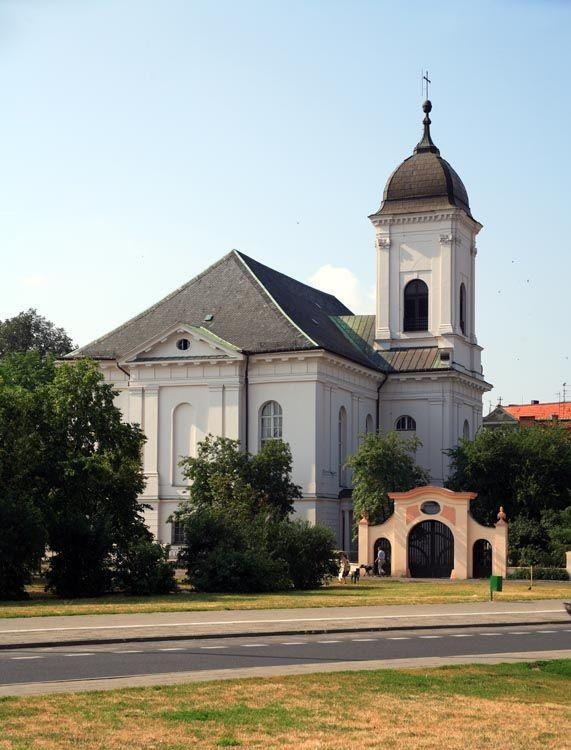
D. kościół Św. Krzyża na Grobli, dziś katolicki Wszystkich Świętych
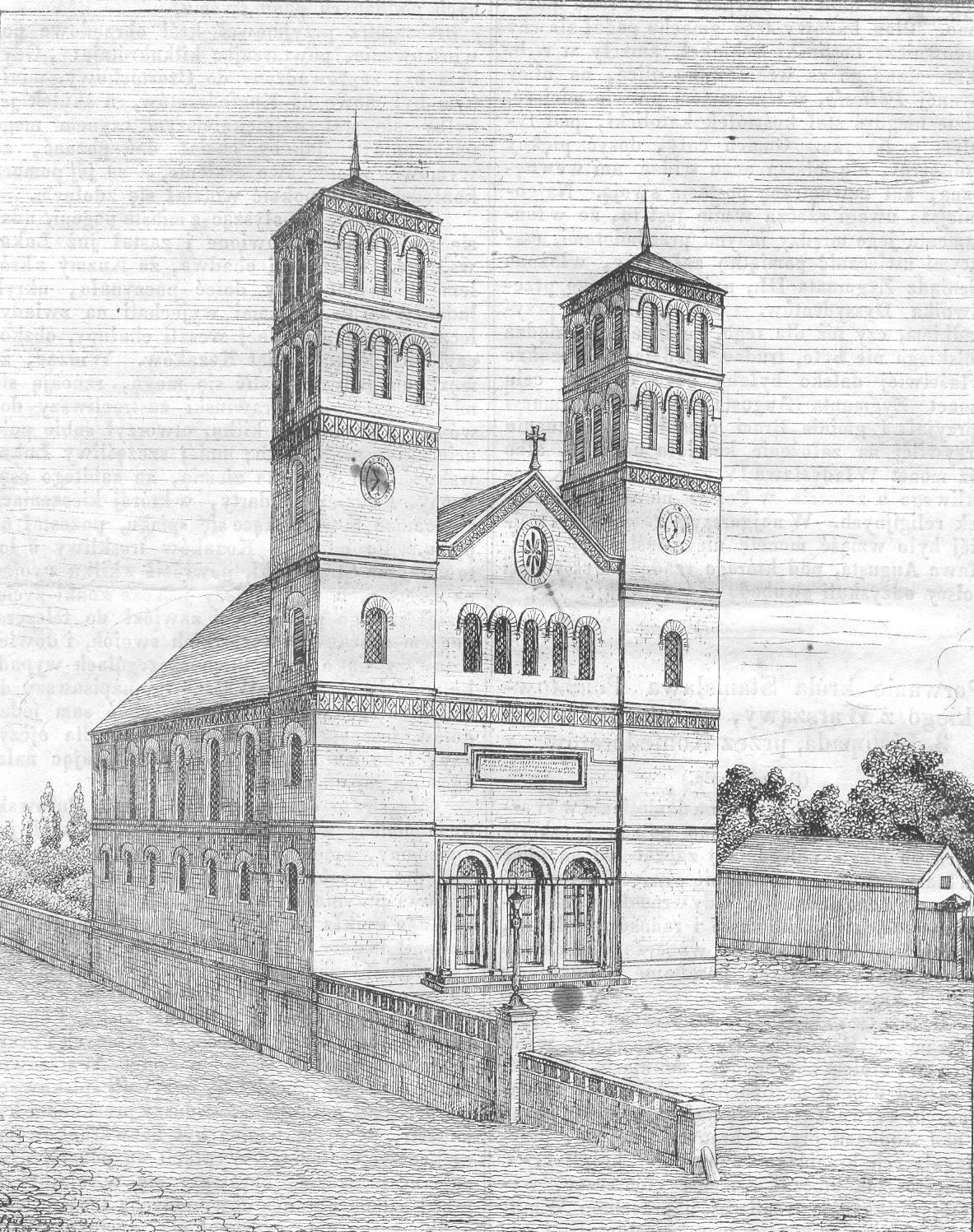
Kościół św. Piotra (niezachowany)
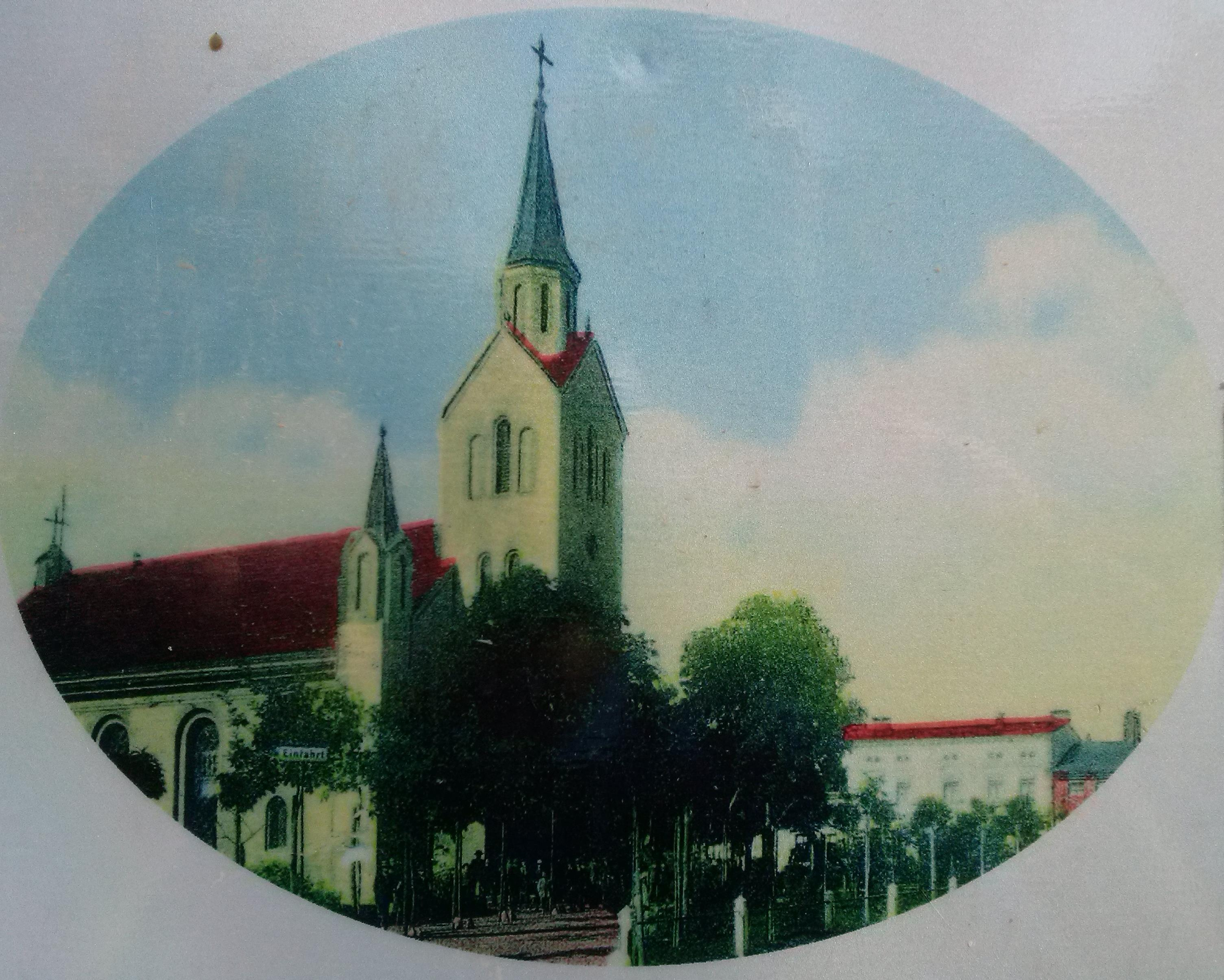
Dawny kościół ewangelicki w Swarzędzu (obecnie nieistniejący)
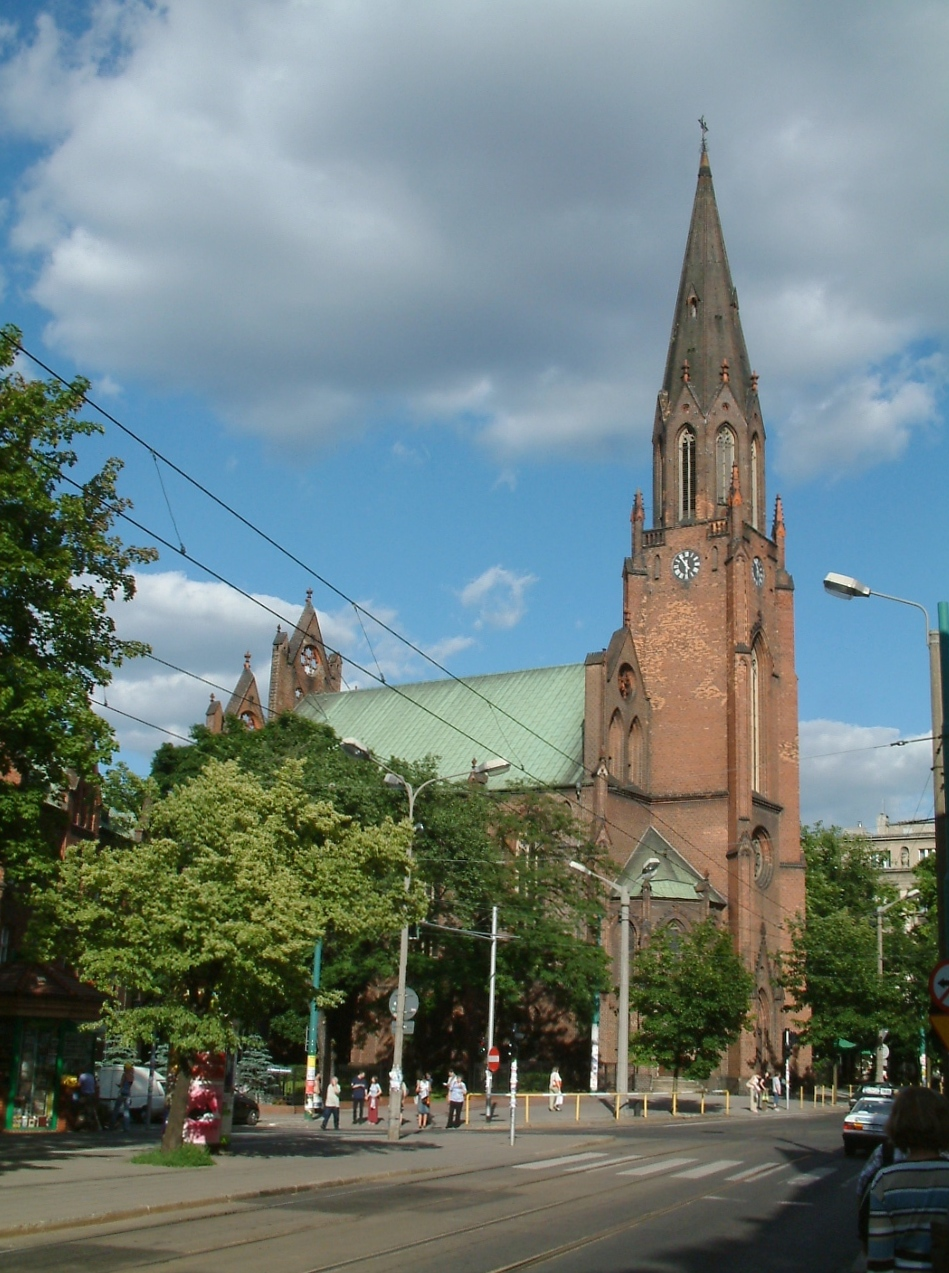
D.kościół św. Pawła, dziś katolicki Najśw. Zbawiciela
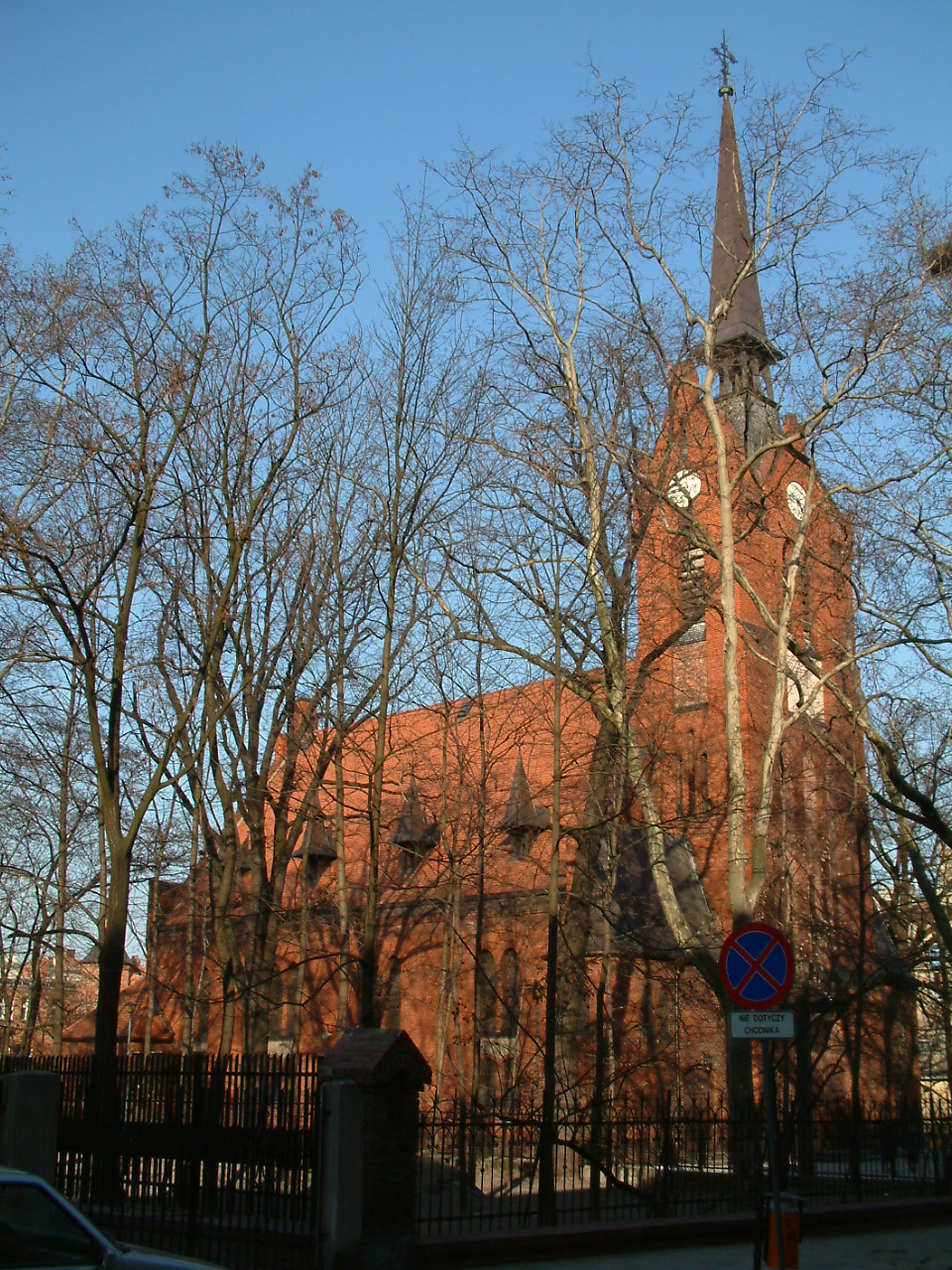
D. kościół św. Łukasza, dziś katolicki kościół Podwyższenia Krzyża Św.
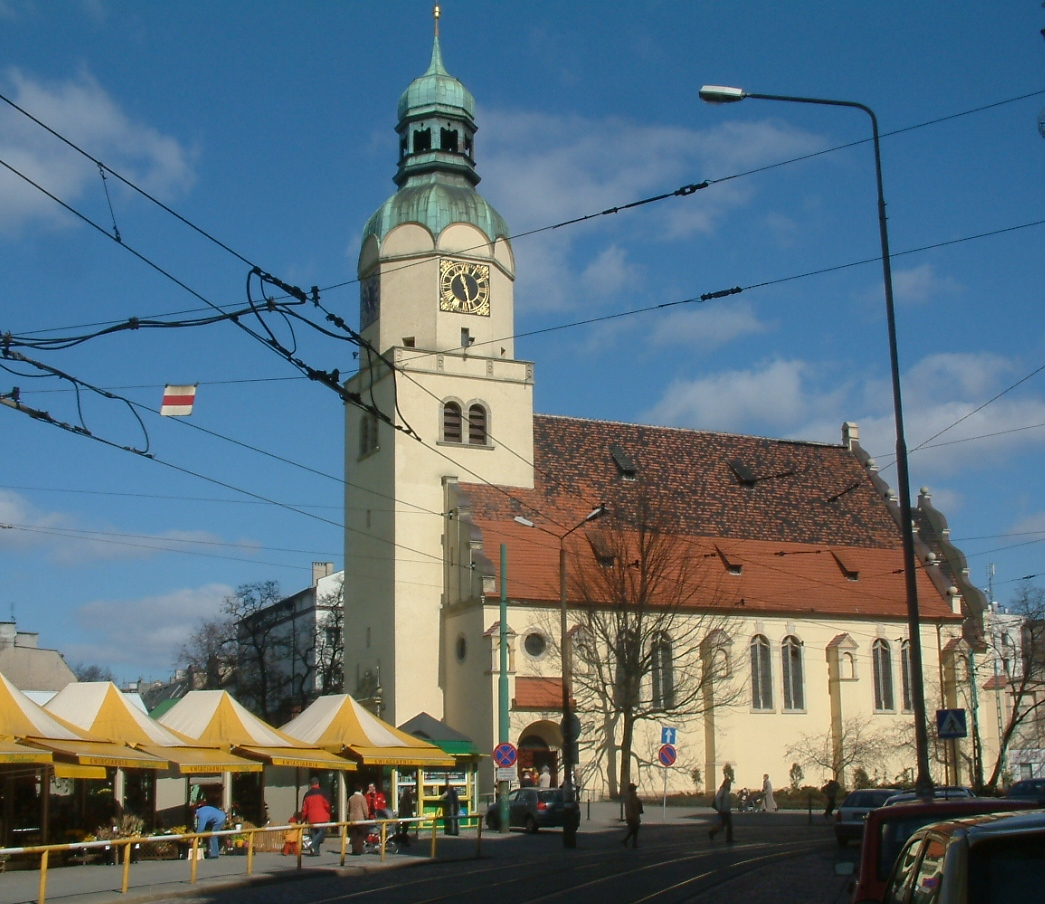
D. kościół św. Mateusza, dziś katolicki kościół Maryi Królowej
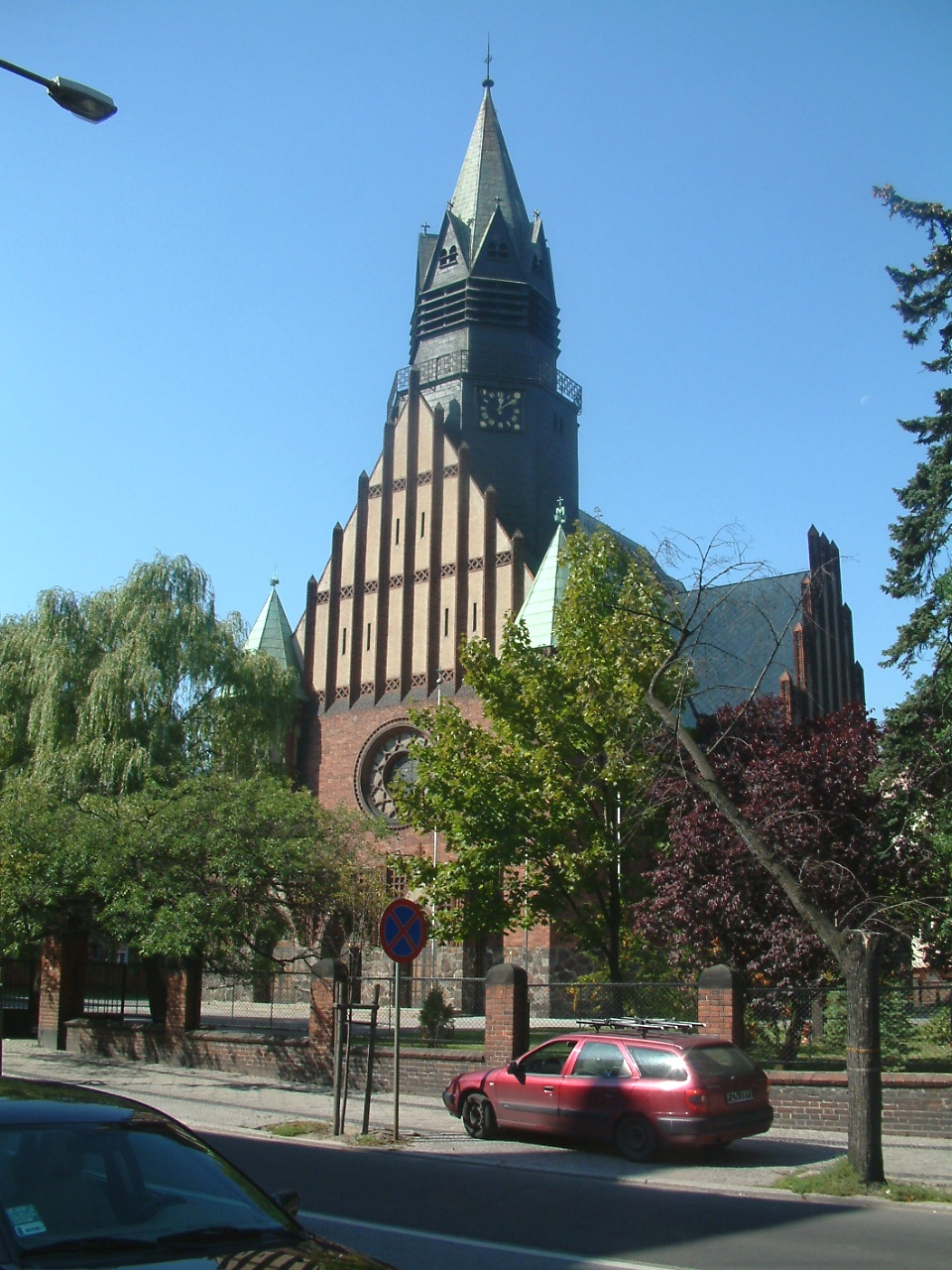
D. kościół Chrystusa, dziś katolicki kościół św. Anny
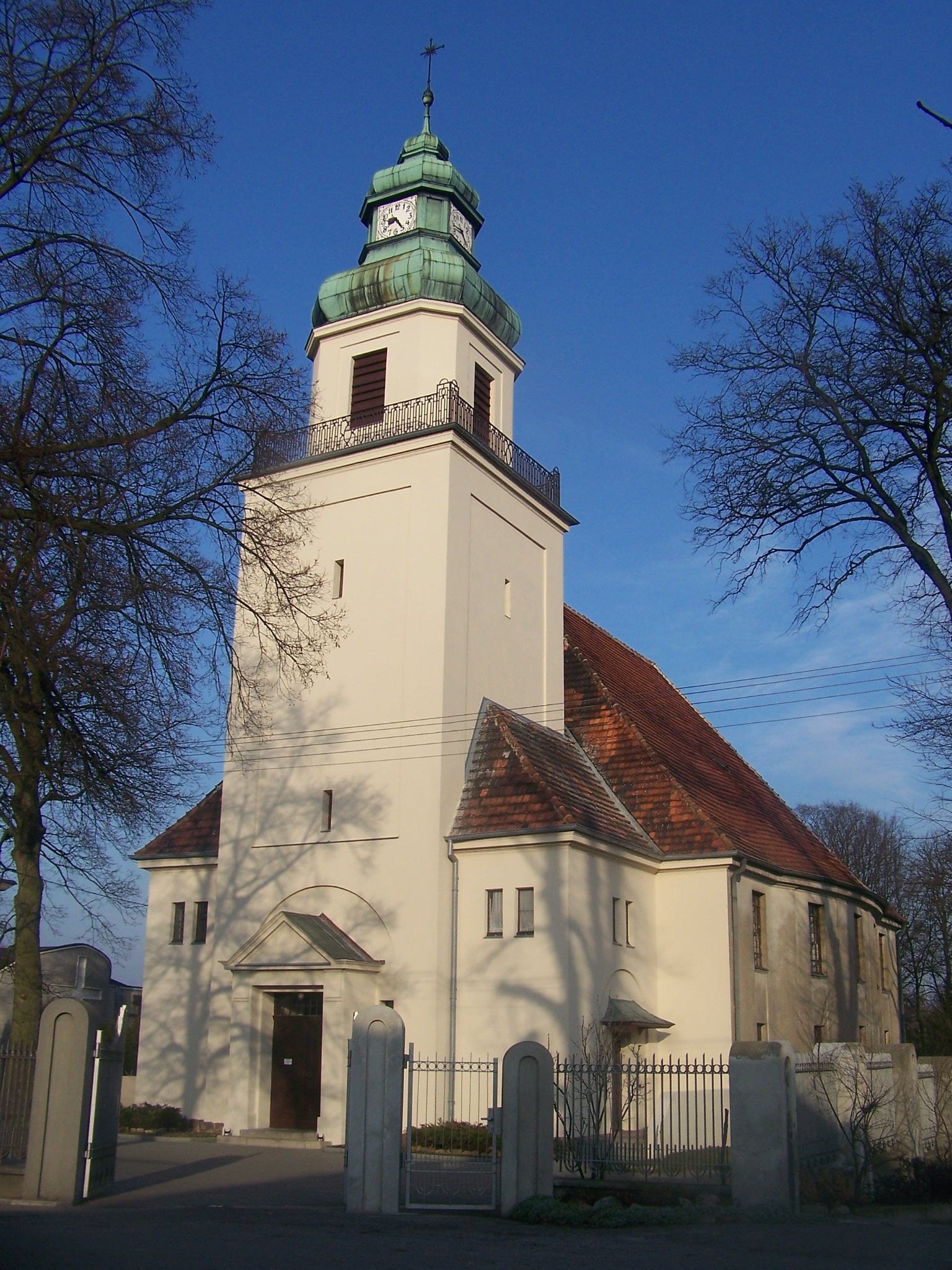
Kościół poewangelicki na Morasku, dziś katolicki kościół Ścięcia św. Jana Chrzciciela
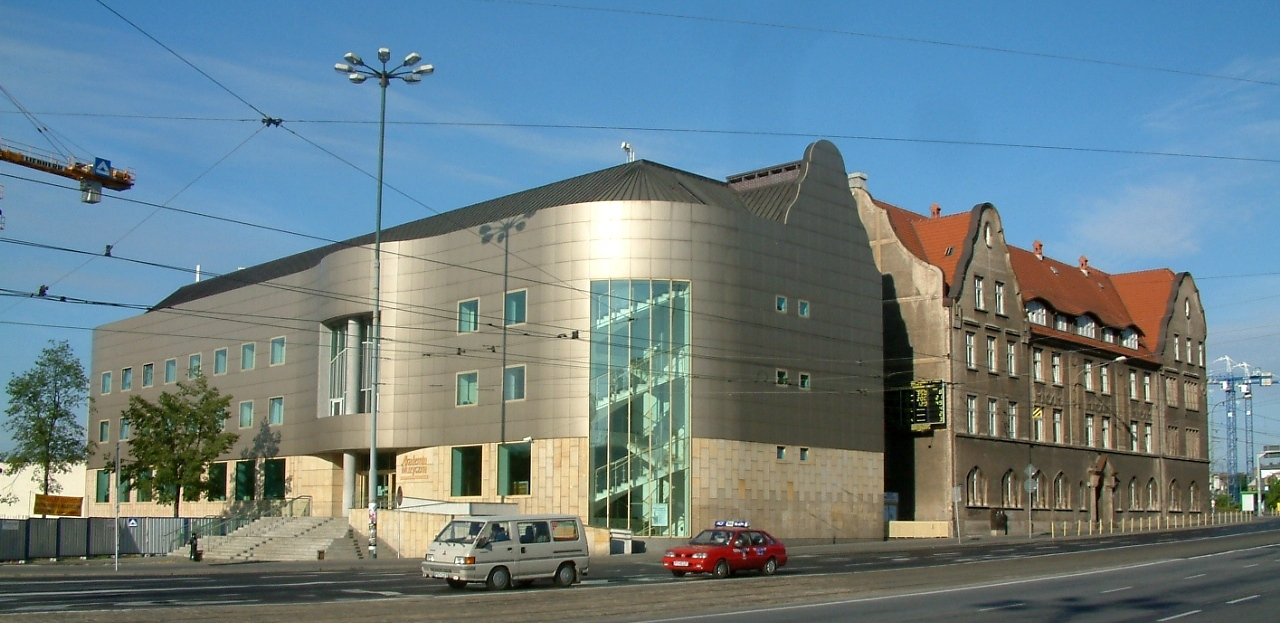
Akademia Muzyczna, po prawej d. Dom Ewangelicki
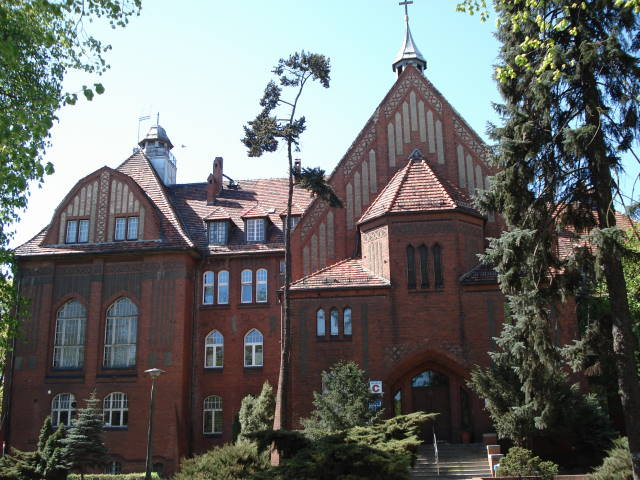
Dawny diakonat żeński, obecnie Szpital Kliniczny nr 2
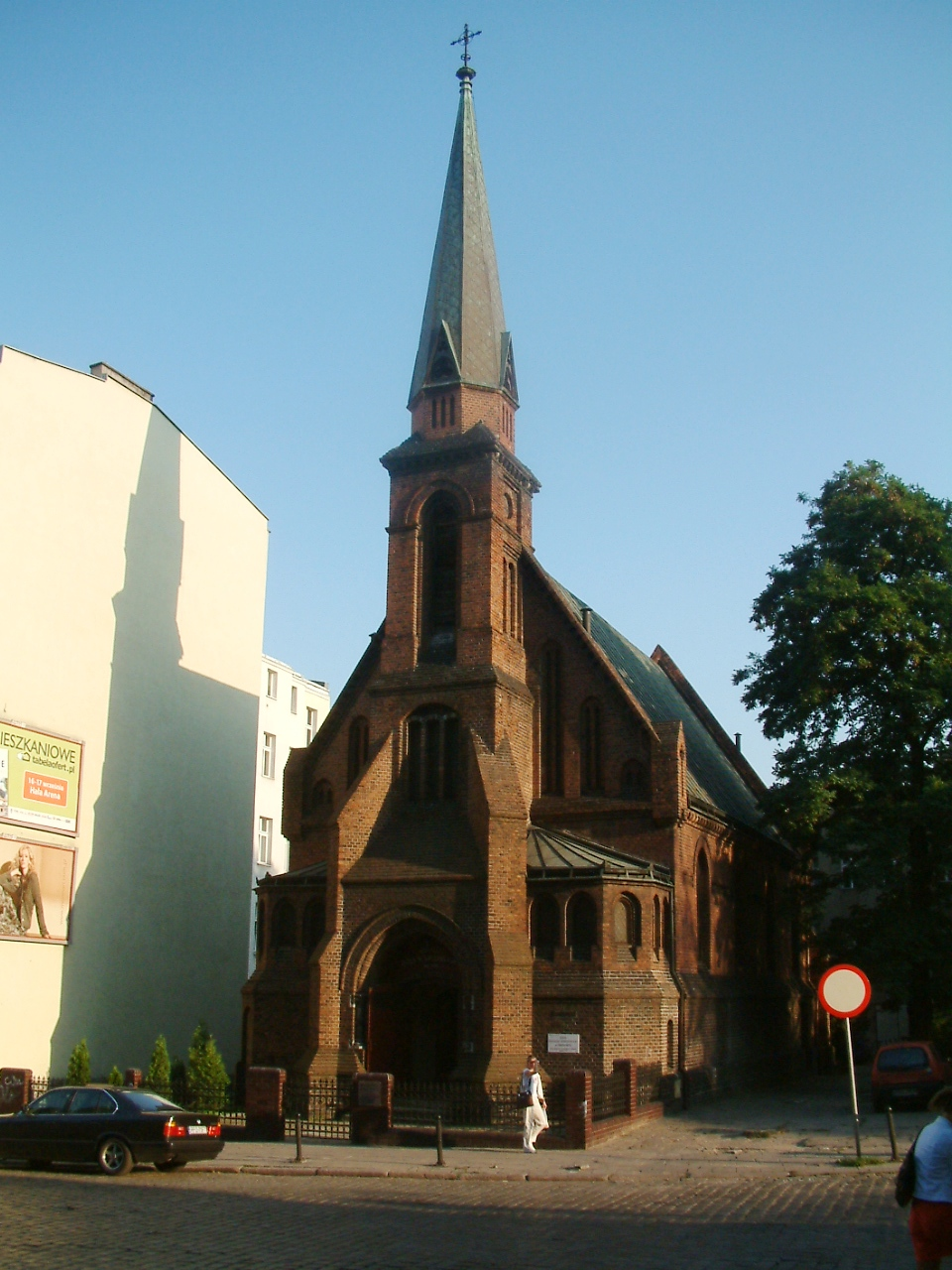
D. kościół staroluterski, obecnie ewangelicko-metodystyczny
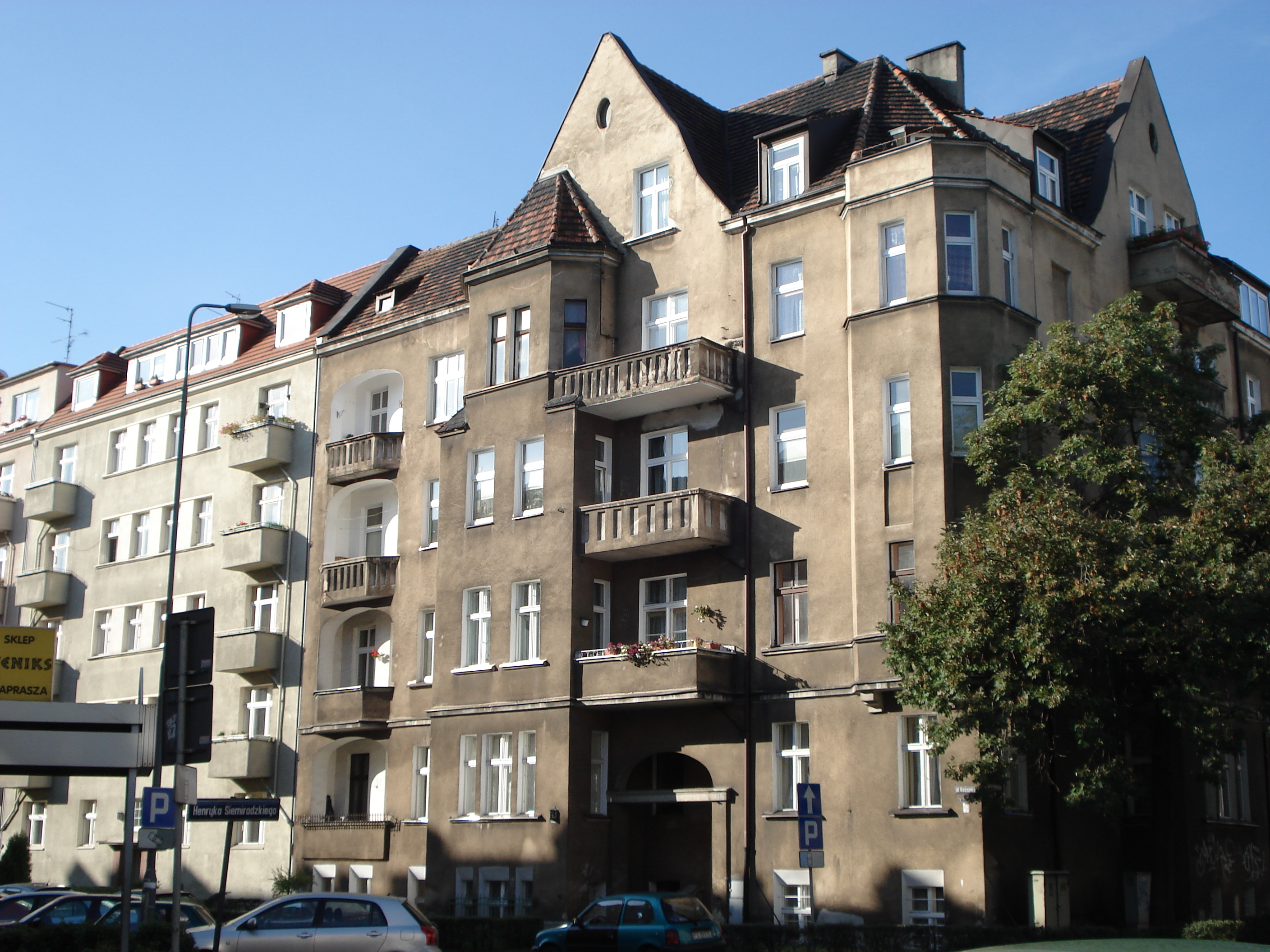
Dom PTEw przy ul. Kosssaka 9
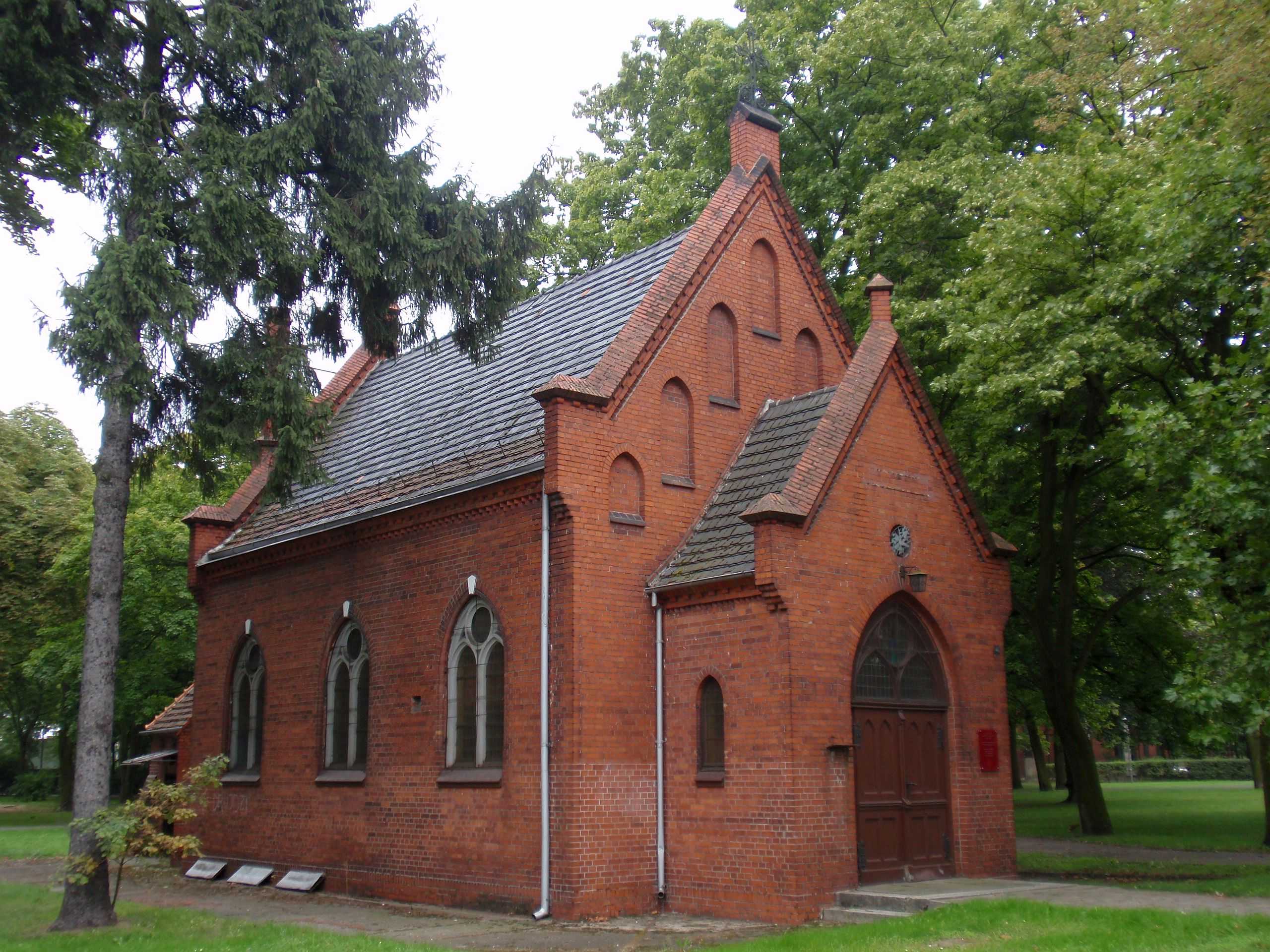
Kaplica przy ul. Grunwaldzkiej
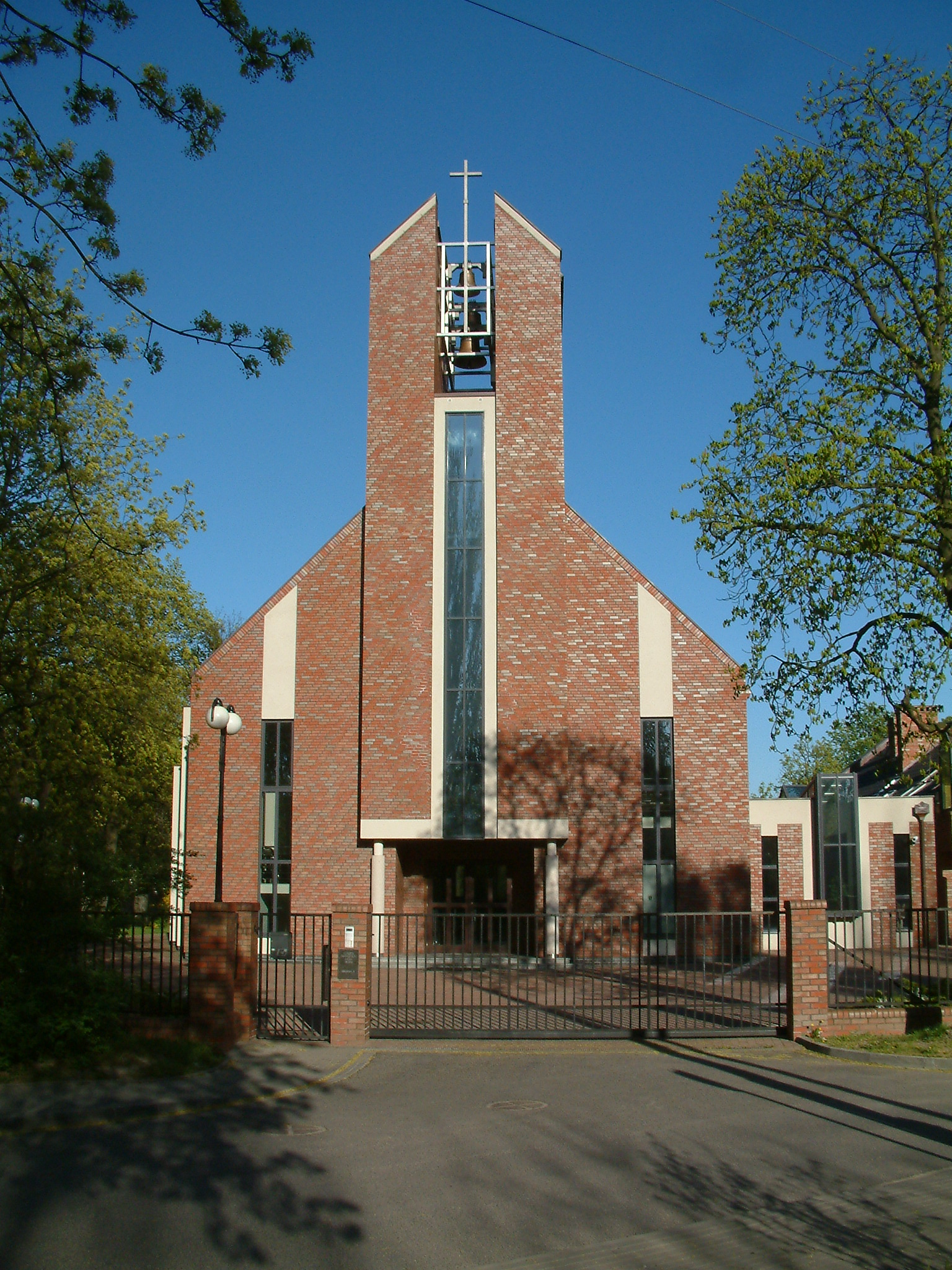
Kościół Łaski Bożej
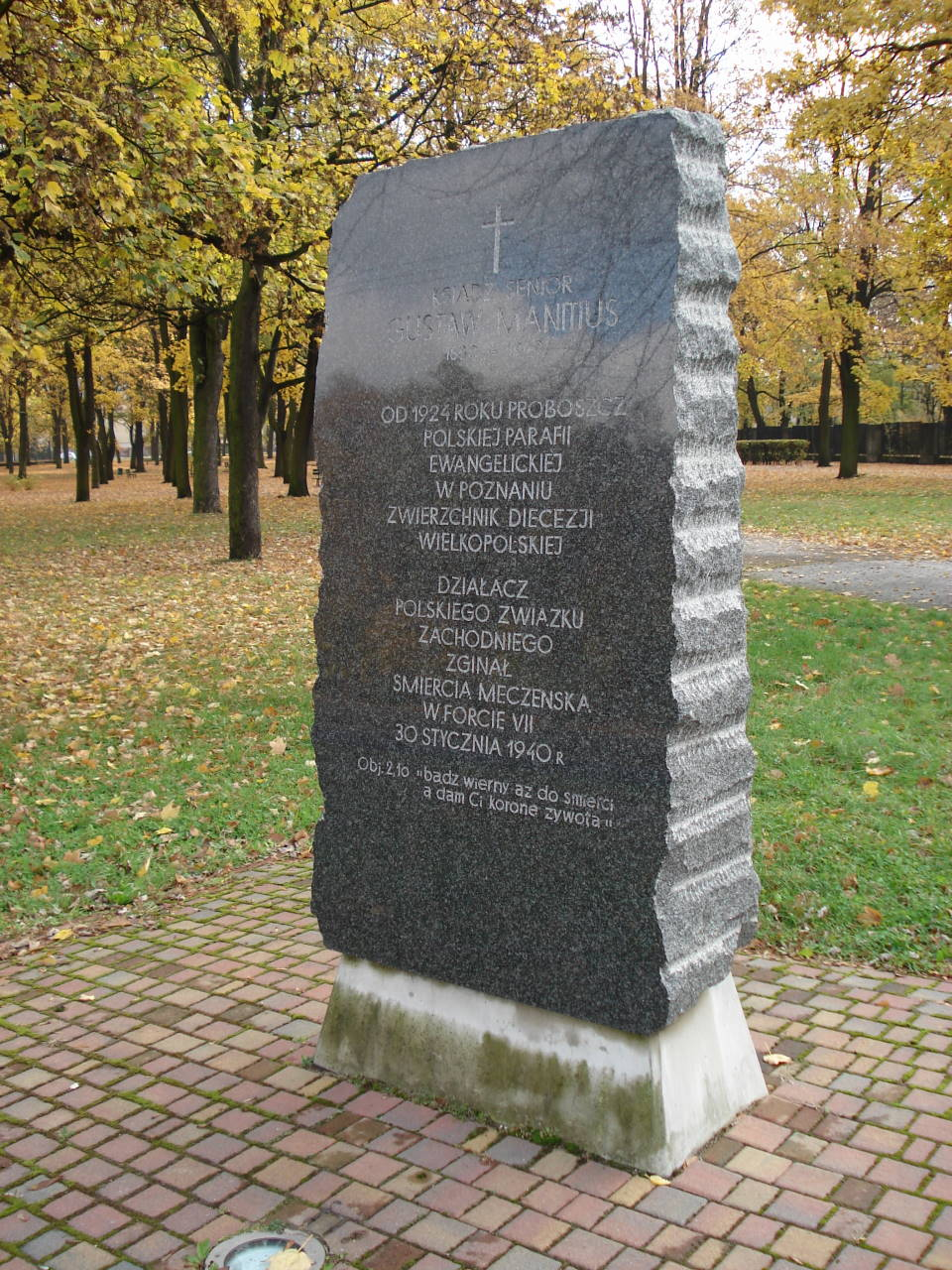
Kamień ku czci ks. Gustawa Manitiusa
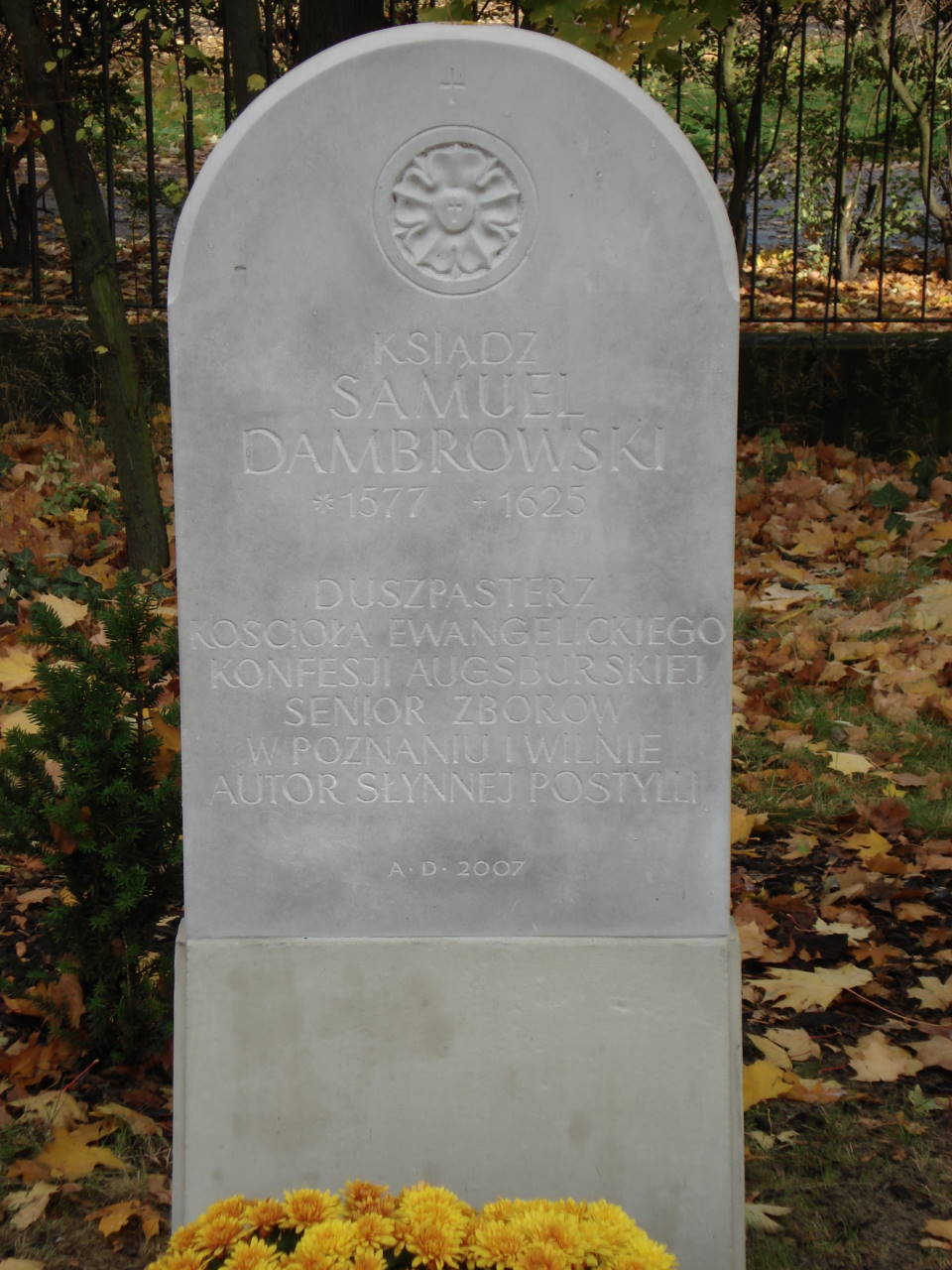
Tablica ks. Samuela Dambrowskiego
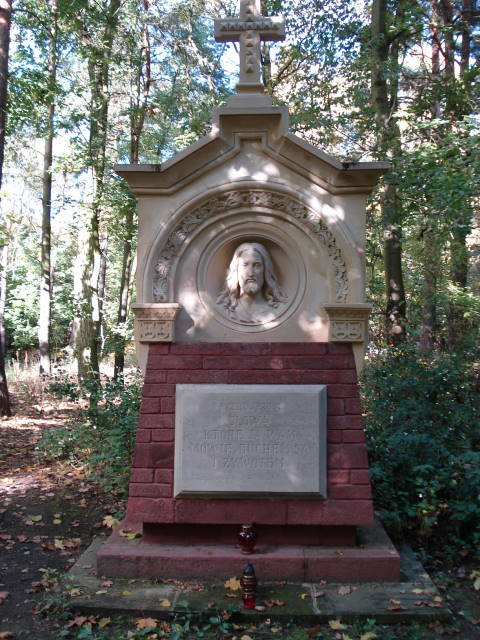
Pomnik na cmentarzu Miłostowo
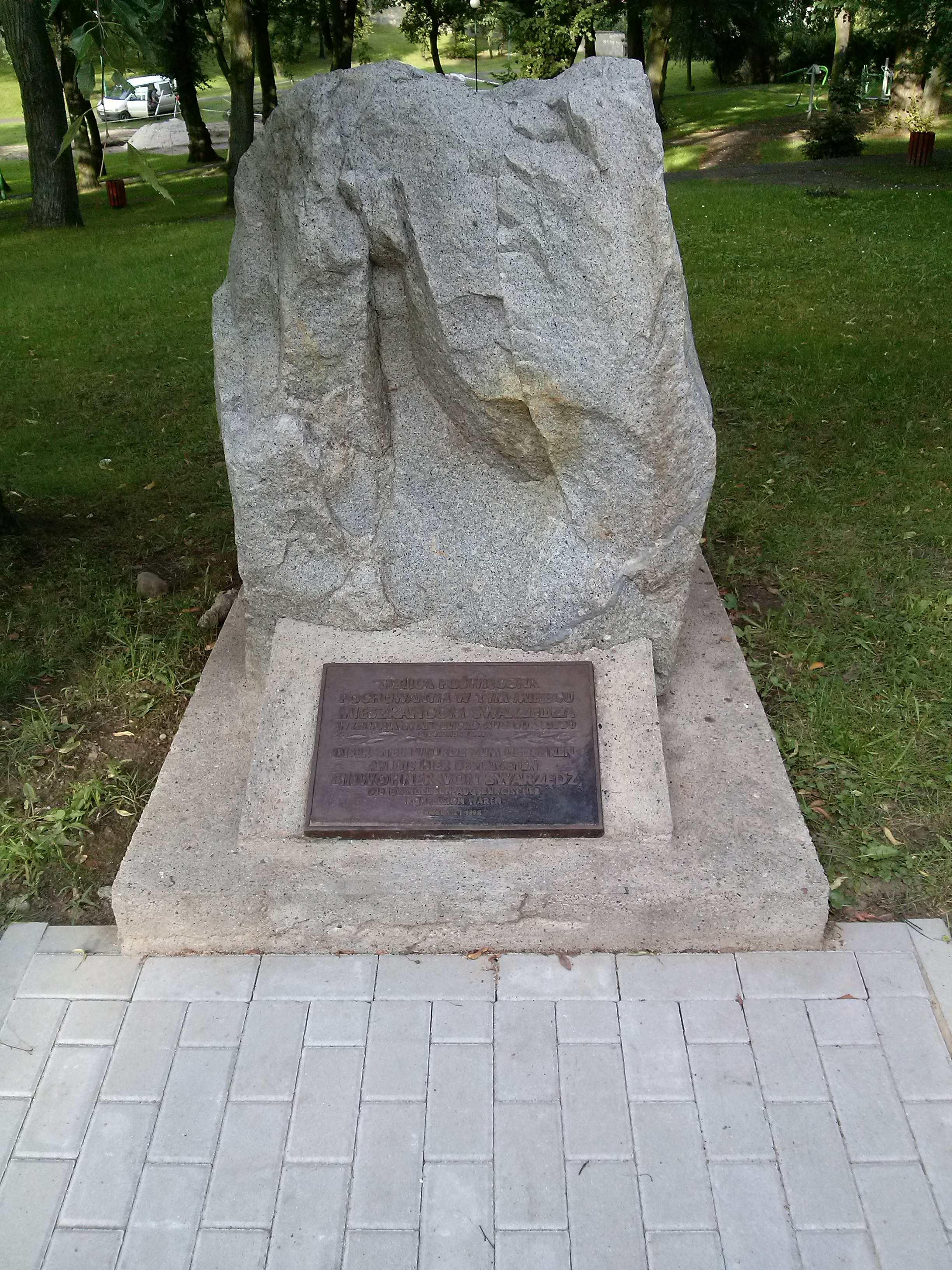
Pomnik pamięci pochowanych ewangelików ze Swarzędza (park miejski ul. Piaski/Swarzędz)
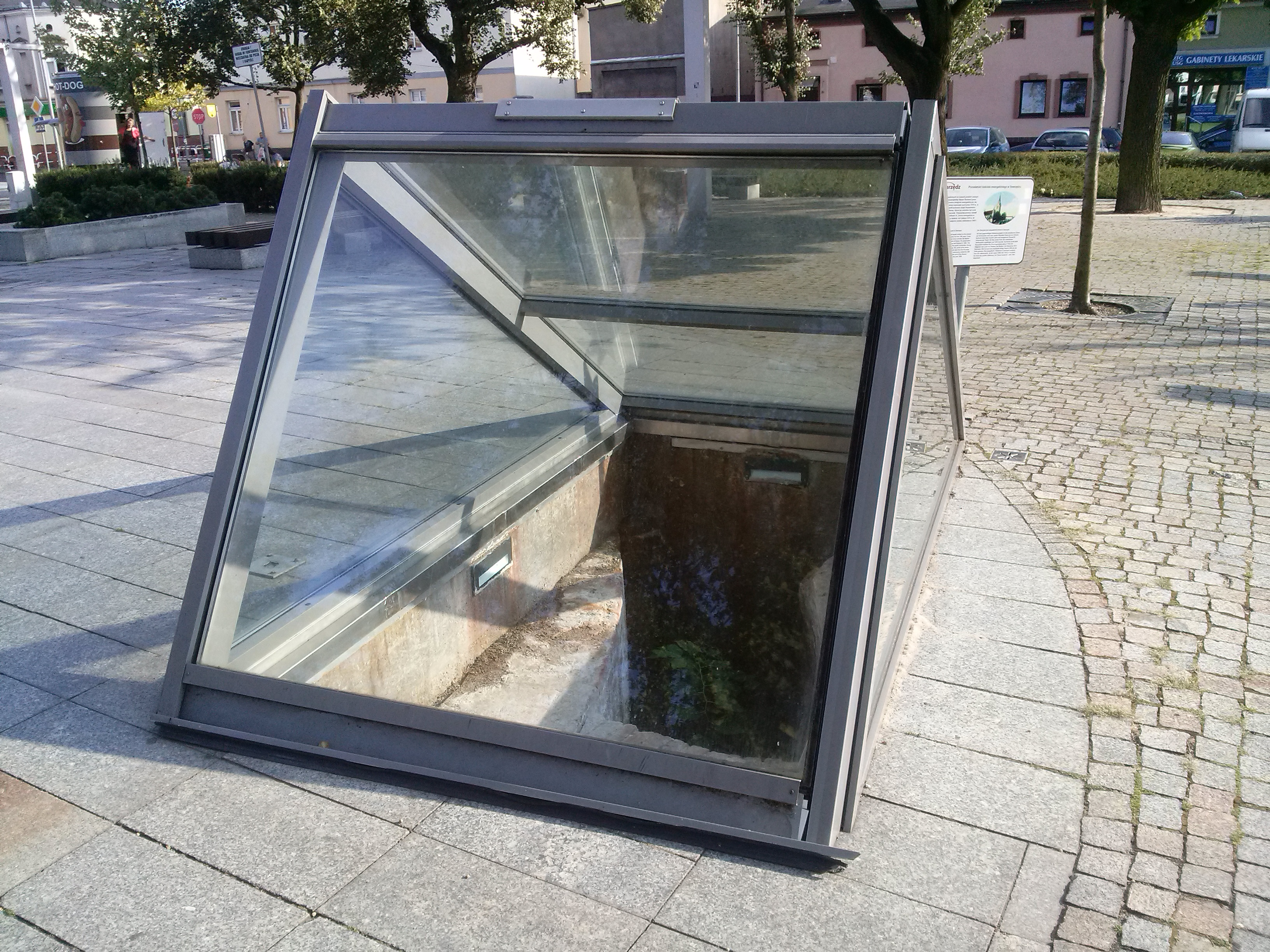
Ekspozycja pozostałości dawnego kościoła ewangelickiego na Placu Niezłomnych (za czasów pruskich Kirchenplatz) w Swarzędzu